# Verwaltungsgemeinkosten
Verwaltungsgemeinkosten (Abkürzung: VwGK; englisch Selling, General and Administrative Expenses, SG&A) sind in der Betriebswirtschaftslehre Gemeinkosten, welche durch die betriebliche Funktion der Verwaltung verursacht werden. 

## Allgemeines
Verwaltung und Vertrieb sind in Unternehmen so genannte indirekte Leistungsbereiche, die nicht unmittelbar in den Produktionsprozess eingebunden sind. Deshalb kann der größte Teil der hier anfallenden Vertriebs- und Verwaltungskosten lediglich als Gemeinkosten auf die Kostenträger verrechnet werden.
In der Kostenrechnung werden die Verwaltungsgemeinkosten im Rahmen der Kostenstellenrechnung aus dem Betriebsabrechnungsbogen (BAB) ermittelt. Der Verwaltungsgemeinkostenzuschlagsatz für weitere Kalkulationen errechnet sich in der Kostenträgerzeitrechnung aus dem Verhältnis der Verwaltungsgemeinkosten zu den Herstellkosten des Umsatzes, in der Kostenträgerstückrechnung aus dem Verhältnis der Verwaltungsgemeinkosten zu den Stück-Herstellkosten. 

## Arten
Auf die Hauptkostenstellen werden die Kostenarten wie folgt aufgeteilt:
| Hauptkostenstelle  | Kostenart         | Kostenstellengemeinkosten |
| ------------------ | ----------------- | ------------------------- |
| Fertigungsmaterial | Materialkosten    | Materialgemeinkosten      |
| Fertigung          | Fertigungskosten  | Fertigungsgemeinkosten    |
| Verwaltung         | Verwaltungskosten | Verwaltungsgemeinkosten   |
| Vertrieb           | Vertriebskosten   | Vertriebsgemeinkosten     |

Zu den Verwaltungsgemeinkosten gehören die Kosten für die Unternehmensleitung und Verwaltung des Unternehmens, z. B. Gehälter für den Vorstand und das  Personal der Stabsstellen, Büromaterial oder Abschreibungen auf die Betriebs- und Geschäftsausstattung.
Ausnahmsweise können Verwaltungskosten auch Einzelkosten sein wie in einem Einproduktunternehmen, das definitionsgemäß lediglich einen einzigen Kostenträger aufweist, auf den nach dem Kostenzurechnungsprinzip alle Gesamtkosten verteilt werden können.

## Kalkulation
In der Kalkulation tauchen die Verwaltungsgemeinkosten erst nach den Herstellungskosten auf:
Die Kalkulation sieht wie folgt aus:
```
   
Materialeinzelkosten

   + 
Materialgemeinkosten

   + 
Fertigungseinzelkosten

   + 
Fertigungsgemeinkosten

   + 
Sondereinzelkosten der Fertigung

   + 
Sondergemeinkosten
 der 
Fertigung

   = 
Herstellungskosten

   + 
Verwaltungskosten
 (Verwaltungsgemeinkosten)
   + 
Sondereinzelkosten des Vertriebs
  
   + 
Vertriebsgemeinkosten

   = 
Selbstkosten
 (
Gesamtkosten
)
```

Zunächst werden die jeweiligen Einzelkosten erfasst, dann erst die Gemeinkosten. Die Selbstkosten (Gesamtkosten) stellen in der Preispolitik die Preisuntergrenze dar.

## Bilanzierung
Bei der Bilanzierung besteht bezüglich der Verwaltungsgemeinkosten ein Aktivierungswahlrecht gemäß § 255 Abs. 2 Satz 3  HGB, sofern es sich um einen originären (im Unternehmen durch Eigenfertigung hergestellten) und nicht um einen derivativen (entgeltlich aus Fremdfertigung erworbenen) Vermögensgegenstand handelt und diese Kosten aus derselben Rechnungsperiode stammen. Die Ausübung des Aktivierungswahlrechts kann entweder geschehen durch Aktivierung, wobei sich der Vermögenswert der Aktiva erhöht, oder durch Berücksichtigung der Kosten in der Gewinn- und Verlustrechnung, was die Ertragslage beeinträchtigt. 
Die Material- und Fertigungseinzelkosten sowie die Verwaltungsgemeinkosten des Fertigungsbereichs sind gemäß IAS 2.12 zwingend in die Herstellungskosten einzubeziehen; nicht herstellungsbezogene Verwaltungsgemeinkosten und Vertriebskosten unterliegen einem Einbeziehungsverbot (IAS 2.16).